# Evan Hull
Evan Hull (Maple Grove, Minnesota; 26 de octubre de 2000) es un jugador profesional estadounidense de fútbol americano, se desempeña en la posición de running back en Indianapolis Colts, en la National Football League (NFL).

## Carrera
Hizo su debut profesional con el equipo Indianapolis Colts, lleva jugando una temporada, comenzó en el 2023.